# Sámská fotbalová reprezentace
Sámská fotbalová reprezentace reprezentuje Sámy, národ žijící v severním Norsku, Švédsku, Finsku a Rusku. Není členem FIFA ani UEFA, proto se nemůže účastnit mistrovství světa ani mistrovství Evropy.
Od roku 1985 odehrála několik neoficiálních zápasů, včetně zápasu proti východoněmeckému olympijskému týmu v roce 1986. Jediný soupeř, který je členem FIFA, bylo Estonsko. Od roku 2013 je Sámská fotbalová asociace členem CONIFA.
V roce 2006 vyhráli Sámové mistrovství světa VIVA.